# Championnat de Tanzanie de football 2017-2018
Navigation
Saison précédente Saison suivante
La saison 2017-2018 du Championnat de Tanzanie de football est la cinquante-quatrième édition de la Ligi Kuu Bara, le championnat de première division en Tanzanie. Les seize meilleures équipes du pays sont regroupées au sein d’une poule unique où ils s’affrontent deux fois au cours de la saison, à domicile et à l’extérieur. En fin de saison, les deux derniers du classement sont relégués et remplacés par les deux meilleurs clubs de deuxième division.
C'est le club de Simba SC qui est sacré cette saison après avoir terminé en tête du classement final, devançant Azam FC de neuf points. Il s’agit du dix-neuvième titre de champion de Tanzanie de l’histoire du club.

## Qualifications continentales
Le champion de Tanzanie se qualifie pour la Ligue des champions de la CAF 2019 tandis que le vainqueur de la coupe de Tanzanie obtient son billet pour la Coupe de la confédération 2018-2019.

## Les clubs participants
- Azam FC
- Young Africans FC
- Mbeya City Council FC
- Simba SC
- Kagera Sugar FC
- Ruvu Shooting
- Mtibwa Sugar
- Singida United - Promu de D2
- Lipuli FC - Promu de D2
- Prisons SC
- Mbao FC
- Ndanda FC
- Maji Maji FC
- Stand United
- Mwadui FC
- Njombe Mji FC - Promu de D2

## Compétition
Le barème utilisé pour établir le classement est le suivant :
- Victoire : 3 points
- Match nul : 1 point
- Défaite : 0 point

### Classement
| Rang | Équipe                | Pts | J  | G  | N  | P  | Bp | Bc | Diff |
| ---- | --------------------- | --- | -- | -- | -- | -- | -- | -- | ---- |
| 1    | Simba SC              | 69  | 30 | 20 | 9  | 1  | 62 | 15 | +47  |
| 2    | Azam FC               | 58  | 30 | 16 | 10 | 4  | 35 | 16 | +19  |
| 3    | Young Africans FCT    | 52  | 30 | 14 | 10 | 6  | 44 | 23 | +21  |
| 4    | Prisons SC            | 48  | 30 | 12 | 12 | 6  | 27 | 22 | +5   |
| 5    | Singida UnitedP       | 44  | 30 | 11 | 11 | 8  | 30 | 28 | +2   |
| 6    | Mtibwa SugarC         | 41  | 30 | 10 | 11 | 9  | 23 | 21 | +2   |
| 7    | Lipuli FCP            | 38  | 30 | 9  | 11 | 10 | 23 | 24 | -1   |
| 8    | Ruvu Shooting         | 38  | 30 | 9  | 11 | 10 | 31 | 37 | -6   |
| 9    | Kagera Sugar FC       | 37  | 30 | 8  | 13 | 9  | 23 | 27 | -4   |
| 10   | Mwadui FC             | 36  | 30 | 8  | 12 | 10 | 32 | 38 | -6   |
| 11   | Stand United          | 32  | 30 | 8  | 8  | 14 | 22 | 36 | -14  |
| 12   | Mbeya City Council FC | 31  | 30 | 5  | 16 | 9  | 23 | 31 | -8   |
| 13   | Mbao FC               | 31  | 30 | 7  | 10 | 13 | 26 | 36 | -10  |
| 14   | Ndanda FC             | 29  | 30 | 6  | 11 | 13 | 23 | 31 | -8   |
| 15   | Maji Maji FC          | 25  | 30 | 4  | 13 | 13 | 29 | 42 | -13  |
| 16   | Njombe Mji FC P       | 22  | 30 | 4  | 10 | 16 | 17 | 43 | -26  |

|  | Qualification pour la Ligue des champions de la CAF 2018-2019 et pour la Coupe Kagame inter-club 2018 |
|  | Qualification pour la Coupe de la confédération 2018-2019                                             |
|  | Qualification pour la Coupe Kagame inter-club 2018                                                    |
|  | Relégation en deuxième division                                                                       |
|  | T : Tenant du titre C : Coupe de Tanzanie P : Promu de D2                                             |

- Cette saison il n'y a que deux clubs relégués, et six promus ce qui portera le championnat la prochaine saison à 20 équipes.

## Bilan de la saison
| Championnat de Tanzanie de football 2017-2018 |                             |
| Champion                                      | Simba SC (19e titre)        |
| Qualifications continentales                  |                             |
| Ligue des champions de la CAF 2018-2019       | Simba SC                    |
| Coupe de la confédération 2018-2019           | Mtibwa Sugar                |
| Coupe Kagame inter-club 2018                  | Simba SC                    |
| Coupe Kagame inter-club 2018                  | Azam FC                     |
| Coupe Kagame inter-club 2018                  | Singida United              |
| Promotions et relégations                     |                             |
| Promus en Première division                   | Coastal Union               |
| Promus en Première division                   | JKT Tanzanie                |
| Promus en Première division                   | Kinondoni Municipal Council |
| Promus en Première division                   | Alliance Schools            |
| Promus en Première division                   | African Lyon                |
| Promus en Première division                   | Biashara United             |
| Relégués en Deuxième division                 | Maji Maji FC                |
| Relégués en Deuxième division                 | Njombe Mji FC               |